# Diamniadio
Diamniadio är en stad och kommun i västra Senegal. Den är belägen i Dakarregionen och hade cirka 28 000 invånare 2019.